# Nguyễn Chánh (Bình Định)
Trung tướng Nguyễn Chánh (1917–2001) là một tướng lĩnh của Quân đội nhân dân Việt Nam, nguyên Thứ trưởng Bộ Quốc phòng Cộng hòa miền Nam Việt Nam (1969–1976), Chủ nhiệm Tổng cục Hậu cần QĐND. Nguyên là Chi đội trưởng của Chi đội Hải ngoại Trần Phú (còn gọi là Chi đội Hải ngoại IV), tổ chức các chiến sĩ Việt kiều ở Lào và Thái Lan về nước tham gia chống Pháp.

## Tiểu sử
• Ông sinh năm 1917, nguyên quán tại phường Nhơn Bình, Quy Nhơn, Bình Định. 
• Thời trẻ, ông gia nhập đội lính khố xanh của Pháp, được điều động sang trú đóng tại Thà Khẹt (Lào), làm đến chức Cai đội (tương đương Trung sĩ). Khi Cách mạng tháng 8 nổ ra, ông đưa trung đội lính khố xanh gia nhập Việt Nam Giải phóng quân, được phân công làm Chỉ huy trưởng Việt kiều Giải phóng quân tỉnh Thà Khẹt. Cũng trong thời gian này, ông gia nhập Đảng Cộng sản Đông Dương.
• Đên 23 tháng 3 năm 1946, quân Pháp tấn công các tỉnh Viêng Chăn, Savannakhet, Thà Khẹt, vốn đang nằm dưới sự kiểm soát của liên quân Lào-Việt. Phòng tuyến của Liên quân bị phá vỡ, phải rút sang Thái Lan, chôn cất vũ khí và phân tán. 
• Tháng 5 năm 1946, lực lượng Việt kiều Giải phóng quân được tập hợp lại tại căn cứ Noong Kè (Thái Lan), thành lập Chi đội Trần Phú, với quân số hơn 400 người. Ông được cử làm chi đội trưởng, Dương Cự Tẩm làm chính trị viên.
• Ngày 20 tháng 12 năm 1946, Chi đội Trần Phú tập kết tại căn cứ tạm thời ở Mường Đêk (Thái Lan) và làm lễ xuất phát vào ngày 26 tháng 12 năm 1946. Lực lượng gồm 426 người, chia thành 3 đại đội chiến đấu, một phân đội đại liên, một phân đội trinh sát, một phân đội vận tải và Ban chỉ huy do Nguyễn Chánh là chỉ huy trưởng, Trần Văn Sáu làm chính trị viên.
• Ngày 28 tháng 2 năm 1947, Chi đội về đến Tây Ninh, lấy danh nghĩa là Chi đội Hải ngoại IV. Tháng 3, Chi đội tham gia Liên quân B với chi đội 11, hoạt động ở khu vực Gò Dầu và Trảng Bàng (Tây Ninh). Cuối năm 1947, Chi đội được điều về Khu 8, bổ sung quân số và tổ chức lại thành Trung đoàn 109. Nguyễn Chánh được cử giữ chức Tham mưu trưởng Khu 8, kiêm Trung đoàn trưởng Trung đoàn 109. Từ năm 1949 đến 1954, ông lần lượt giữ các chức vụ Tham mưu trưởng Bộ Tư lệnh Nam Bộ, Tư lệnh Khu 9, Phó Tư lệnh kiêm Tham mưu trưởng Phân liên khu miền Tây Nam Bộ.
• Tháng 7 năm 1954, ông được cử làm phái viên của Bộ Tổng tư lệnh, phụ trách liên hiệp đình chiến và tập kết.
• Từ 1955 đến 1963, ông là Tham mưu trưởng Quân khu Hữu ngạn
• Năm 1964 là Cục phó Cục tác chiến Bộ Tổng tham mưu.
• Tháng 6 năm 1964, ông được điều vào Nam (chiến trường B1), giữ chức Phó tư lệnh Quân khu 5 kiêm Tư lệnh Mặt trận Quảng - Đà
• Năm 1969, ông được cử giữ chức Thứ trưởng Bộ Quốc phòng Cộng hòa miền Nam Việt Nam.
• Tháng 6 năm 1978, ông giữ chức Tư lệnh Quân khu 9. Từ tháng 4 năm 1979, ông giữ chức vụ Phó chủ nhiệm Tổng cục Hậu cần
• Tháng 3 năm 1985, là Chủ nhiệm Tổng cục Hậu cần.
• Năm 1986, ông nghỉ hưu.
• Ông mất vào năm 2001.

## Lịch sử thụ phong quân hàm
| Quân hàm | Tập tin:Vietnam People's Army Major General.jpg | Tập tin:Vietnam People's Army Lieutenant General.jpg |  |  |  |  |  |  |  |  |
| Cấp bậc  | Thiếu tướng                                     | Trung tướng                                          |  |  |  |  |  |  |  |  |
|          |                                                 |                                                      |  |  |  |  |  |  |  |  |

## Khen thưởng
• Huân chương Độc lập hạng Nhất
• 2 Huân chương Quân công hạng Nhất
• Huân chương Chiến thắng hạng Nhất
• Huân chương Kháng chiến hạng Nhất
• Huân chương Kháng chiến chống Mỹ hạng Nhất
• Huân chương Chiến sĩ vẻ vang (hạng Nhất, Nhì, Ba)
• Huy chương Quân kỳ quyết thắng
• Huy hiệu 50 năm tuổi Đảng
• Huân chương Ít-xa-la của Nhà nước Cộng hòa Dân chủ Nhân dân Lào
• Huân chương diệt phát-xít của nhà nước Liên bang Cộng hòa Xô-viết